# Helmut Hasse
Helmut Hasse (25 de agosto de 1898 — 26 de dezembro de 1979) foi um matemático alemão Trabalhou principalmente em teoria algébrica dos números, conhecido por contribuições fundamentais na teoria dos corpos de classes, a aplicação de números p-ádicos a teoria dos corpos de classes locais e geometria diofantina (princípio de Hasse), e a funções zeta locais.

## Vida
Hasse nasceu em Kassel, província de Hesse-Nassau do juiz Paul Reinhard Hasse, também escrito Haße (12 de abril de 1868 - 1 de junho de 1940), de Friedrich Ernst Hasse e sua esposa Anna Von Reinhard) e sua esposa Margarethe Louise Adolphine Quentin (nascida em 5 de julho de 1872 em Milwaukee, filha de um comerciante de brinquedos de varejo Adolph Quentin (nascido em maio de 1832, provavelmente Berlim, Reino da Prússia) e Margarethe Wehr (nascida em 1840, Prússia), então criada em Kassel).
Depois de servir na Marinha Imperial Alemã na Primeira Guerra Mundial, ele estudou na Universidade de Göttingen e depois na Universidade de Marburg com Kurt Hensel, escrevendo uma dissertação em 1921 contendo o teorema de Hasse-Minkowski, como agora é chamado, sobre formas quadráticas sobre corpos numéricos. Ele então ocupou cargos em Kiel, Halle e Marburg. Ele foi o substituto de Hermann Weyl em Göttingen em 1934.
Hasse foi palestrante convidado do Congresso Internacional de Matemáticos (ICM) em 1932 em Zurique e palestrante plenário do ICM em 1936 em Oslo.
Em 1933, Hasse assinou o voto de lealdade dos professores das universidades e escolas secundárias alemãs a Adolf Hitler e ao Estado nacional-socialista.
Politicamente, ele se candidatou a membro do Partido Nazista em 1937, mas isso foi negado a ele supostamente devido à sua remota ascendência judaica. Após a guerra, ele retornou brevemente a Göttingen em 1945, mas foi excluído pelas autoridades britânicas. Após breves nomeações em Berlim, a partir de 1948 estabeleceu-se permanentemente como professor na Universidade de Hamburgo.
Ele colaborou com muitos matemáticos, em particular com Emmy Noether e Richard Brauer em álgebras simples, e com Harold Davenport em somas de Gauss (relações Hasse-Davenport), e com Cahit Arf no teorema de Hasse-Arf.

## Publicações
- Leopoldt, Heinrich-Wolfgang; Roquette, Peter, eds. (1975), Helmut Hasse: Mathematische Abhandlungen, de Gruyter (3 vols.)
- Number theory, Springer, 1980, 2002 (Trad. para o inglês Zahlentheorie, 3o. Ed., Akademie Verlag 1969)[5]
- Vorlesungen über Zahlentheorie, Springer, 1950[5]
- Über die Klassenzahl abelscher Zahlkörper, Akademie Verlag, Berlim, 1952.[6]
- Höhere Algebra vols. 1, 2, Sammlung Göschen, 1967, 1969
- Vorlesungen über Klassenkörpertheorie, physica Verlag, Würzburg 1967
- Hasse, H. (1926), «Bericht über neuere Untersuchungen und Probleme aus der Theorie der algebraischen Zahlkörper. I: Klassenkörpertheorie.», Jahresbericht der Deutschen Mathematiker-Vereinigung (em alemão), 35: 1–55
- Hasse, H. (1927), «Bericht über neuere Untersuchungen und Probleme aus der Theorie der algebraischen Zahlkörper. Teil Ia: Beweise zu I.», Jahresbericht der Deutschen Mathematiker-Vereinigung (em alemão), 36: 233–311
- Hasse, H. (1930), «Bericht über neuere Untersuchungen und Probleme aus der Theorie der algebraischen Zahlkörper. Teil II: Reziprozitätsgesetz», Jahresbericht der Deutschen Mathematiker-Vereinigung (em alemão), Ergänzungsband 6
- Bericht über neuere Untersuchungen und Probleme aus der Theorie der algebraischen Zahlkörper, 1965 (reimpressão de Berichts aus dem Jahresbericht der DMV 1926/27)
- Algebraische Theorie der Körper  por Ernst Steinitz, com Reinhold Baer, com um novo apêndice sobre a teoria de Galois. Walter de Gruyter 1930.
- Hasse Mathematik als Wissenschaft, Kunst und Macht, DMV Mitteilungen 1997, Nr.4 (Versão publicada de uma palestra proferida na Universidade de Hamburgo 1959)
- Hasse „Geschichte der Klassenkörpertheorie“, Jahresbericht DMV 1966
- Hasse „Die moderne algebraische Methode“, Jahresbericht DMV 1930
- Brauer, Hasse, Noether „Beweis eines Hauptsatzes in der Theorie der Algebren“, Journal reine angew.Math. 1932
- Hasse „Theorie der abstrakten elliptischen Funktionenkörper 3- Riemann Vermutung“, Journal reine angew. Math., 1936
- Hasse „Über die Darstellbarkeit von Zahlen durch quadratische Formen im Körper der rationalen Zahlen“, Journal reine angew.Math. 1923